# Tenga (jeu de rôle)
Pour les articles homonymes, voir Tenga.
Tenga est un jeu de rôle conçu par Jérôme Larré et édité en 2011 par John Doe.

## Principes généraux
Tenga est un jeu de rôle historique se déroulant au Japon à la fin du XVIe siècle, pendant l'époque Azuchi Momoyama, juste après une période de guerre perpétuelle (l'époque Sengoku). Le clan Oda, mené par le terrible Nobunaga, a réussi à prendre un avantage déterminant sur la voie de la domination et de l’unification. Mais alors que son seigneur est assassiné par l’un des leurs, les vieilles rivalités entre ses généraux se réveillent et de nouvelles alliances qui paraissaient jusqu'alors impossibles ne tardent pas à voir le jour.
Le nom du jeu vient de la devise d'Oda Nobunaga, tenka fubu, « Couvre ce qui est sous le Ciel avec l'épée » (indiquant ses ambitions de conquête). Le terme tenga (天下) signifie « ce qui est sous le ciel », et désigne, dans le contexte de l'époque décrite par le jeu, soit le Japon, soit la partie du japon dominée par le clan Oda. Cela provient de l'expression chinoise tian xia (天下, pinyin : tiān xià), qui a le même sens littéral, et désigne la Chine impériale, « l'empire céleste ».
Les joueurs y incarnent des personnages faisant partie de toutes les strates de la société de cette époque où tout semble possible et prêt à basculer à chaque instant. D'une certaine façon, ils en sont pris au piège, confrontés à des traditions qui ont bien du mal à survivre et à la naissance dans la douleur d’un ordre nouveau dont personne ne comprend encore tout à fait la portée.
Tenga se distingue notamment par son ton, puisque, même s'il permet de vivre des aventures classiques venant en ligne droite de la fantasy, il est réellement conçu et prend tout son sel lorsqu'on cherche — à l'instar de l'essentiel de la dramaturgie classique japonaise — à mettre en scène des campagnes avec un fort côté dramatique, voire tragique.

## Règles du jeu
Les règles de Tenga s'illustrent par de nombreux mécanismes assez inhabituels dans la plupart des autres jeux de rôle, avec notamment :
- un système « sans dé avec un D20 », où l'on peut choisir de ne pas s'en remettre en hasard, et où l'on ne se sert de dés que lorsqu'on le choisit et parce que son personnage fait un effort ;
- une création de groupe encadrée qui permet aux joueurs de définir sur quoi ils veulent insister durant la campagne et commencer à la construire ;
- la notion de karma qui permet au joueur d'indiquer au meneur ce qu'il souhaite que son personnage devienne à la fin de la campagne ;
- une mécanique de gestion du risque, dans lequel les joueurs décrivent le résultat des actions de leurs personnages si elles échouent et gagnent des bonus en fonction de leur gravité ;
- des notions de valeurs et de confiance au sein du groupe qui influent directement, en bien ou en mal, sur les chances de succès des personnages ;
- une gestion très particulière du fantastique, faisant la part belle aux esprits, au merveilleux et à une nature que personne ne domine jamais vraiment.

## Récompenses
Tenga a reçu un retour unanime de la critique, devenant rapidement le jeu le mieux noté du Guide du rôliste galactique et recevant le Grog d'or 2011.
Il est également considéré comme un des trois meilleurs jeux de l'année 2011, par le site SciFi-Universe.

## Suppléments et traductions
En plus du matériel disponible sur le site officiel du jeu, un écran pour meneur accompagné d'un livret de 36 pages décrivant la région d'Okayama et le clan des Ukita est paru en janvier 2013. Le scénario fourni avec le jeu, Troubles au Honnô-ji, et les scénarios parus dans Casus Belli Le Quartier barbare et Le Shogun de treize jours forment une campagne, la Campagne du sanctuaire des cornes.
Tenga a également été traduit en espagnol en juin 2013 par Holocubierta Ediciones.